# Viktor Feliksovič Veksel'berg
Viktor Feliksovič Veksel'berg (in russo Виктор Феликсович Вексельберг?; Drogobyč, 14 aprile 1957) è un imprenditore russo, proprietario e presidente della Renova Group, conglomerata che si occupa, tra le altre cose, di materie prime (come alluminio o petrolio), energia e telecomunicazioni. Possessore di quindici uova Fabergé, nel 2021 è secondo Forbes tra le persone più ricche del mondo con un patrimonio stimato in 12,5 miliardi di dollari..
Vekselberg è vicino al Cremlino sovraintendendo i progetti per modernizzare l'economia russa. Nell'aprile 2018 gli Stati Uniti hanno imposto sanzioni nei suoi confronti e di altri 23 cittadini russi in relazione all'annessione della Crimea da parte della Russia, congelando ufficialmente fino a 2 miliardi di dollari di beni. Nel marzo 2022, in seguito all'invasione della Russia contro l'Ucraina, gli Stati Uniti hanno rafforzato le sanzioni e anche il Regno Unito, l'UE e l'Australia hanno imposto sanzioni a Vekselberg, sequestrando così i suoi beni e imponendo il divieto di viaggi. Nel settembre 2022 l'Fbi ha fatto irruzione nelle sue proprietà a New York e Long Island.

## Biografia
È nato da padre ebreo ucraino e da madre russa. Nel 1979 si è laureato all'Istituto di ingegneria dei trasporti di Mosca, quindi ha lavorato come ingegnere in alcuni laboratori statali.
Nel 1988, con la svolta dell'amministrazione Gorbachev data anche all'economia in conseguenza della sua nuova politica conosciuta come Perestrojka e Glasnost', ha dapprima fondato l'NPO Komvek che lavorava per l'Irkutsk Aluminium Plant e in seguito, nel 1990, ha co-fondato Renova Group con un compagno di classe dei tempi del college, Len Blavatnik. KomVek controllava il 67% di Renova e la società Access Industries di Blavatnik possedeva il resto. Nel 1993 Veksel'berg
ha beneficiato finanziariamente della privatizzazione dell'industria dell'alluminio avvenuta in Russia sotto l'amministrazione di El'cin e nel 1996 ha co-fondato la Siberian-Urals Aluminium Company (SUAL) tramite la fusione di Ural e Irkutsk Aluminium Impianti. (SUAL sarebbe stata successivamente incorporata nella United Company RUSAL, la più grande azienda di alluminio del mondo).
Utilizzando i ricavi generati dalla sua attività di alluminio, Veksel'berg ha acquistato una quota di minoranza in Tyumen Oil (TNK), una delle più grandi compagnie petrolifere e del gas della Russia. Nel 1997 si è assicurato una partecipazione di controllo in Tyumen ed è stato nominato membro del consiglio di amministrazione; nel 1998 è diventato presidente del consiglio d'amministrazione. Successivamente ha integrato queste e altre risorse sotto l'egida del Gruppo Renova, delegando le responsabilità operative ai dirigenti.
Nel 2003 il Gruppo Renova ha annunciato, insieme ad Access Industries di Leonard Blavatnik e il Gruppo Alfa (di proprietà di Mikhail Fridman, German Khan e Alexei Kuzmichov), la creazione di una partnership strategica - il consorzio AAR - per detenere congiuntamente le loro attività petrolifere in Russia e Ucraina. Nello stesso anno, le tre società hanno fuso AAR con le attività petrolifere russe della British Petroleum in una joint venture 50-50 denominata TNK-BP: è stata la più grande transazione privata nella storia della Russia. Agendo come presidente del consiglio di amministrazione di TNK, Veksel'berg è stato determinante nella negoziazione e chiusura della transazione.
Nel 2010 Vekselberg è stato nominato presidente della Skolkovo Foundation, un'organizzazione senza scopo di lucro finanziata da un mix di investitori privati e dal governo russo, con l'obiettivo di costruire un centro di ricerca tecnologica in Russia.  In qualità di presidente, Veksel'berg ha firmato un accordo con Cisco Systems per investire 1 miliardo di dollari in dieci anni nei progetti della Skolkovo Foundation. Il Federal Bureau of Investigations ha successivamente affermato che la Fondazione Skolkovo veniva utilizzata dal governo russo per ottenere l'accesso a tecnologia americana classificata. Attraverso Vladimir Kuznetsov, lo stretto collaboratore di Veksel'berg dal 1999 all'aprile 2018 che ha ottenuto un posto di amministratore ed è diventato uno dei principali azionisti di C5 Razor Bidco con un investimento di 16,1 milioni di sterline nel 2015, Veksel'berg è strettamente legato ad Andre Pienaar, il quale dirige il cloud C5 Accelerate della società informatica C5 Group, fornitrice di un cluster di acceleratori cloud in Europa, Stati Uniti, Medio Oriente e Africa.
Veksel'berg ha effettuato una vasta ristrutturazione del proprio patrimonio: la divisione della proprietà con il partner Leonard Blavatnik, la fusione delle attività di Renova in alluminio con quelle di Oleg Deripaska  e l'integrazione di vari investimenti in elettricità e telecomunicazioni.

## Collezione d'arte

### Quindici uova Fabergé
Nel febbraio 2004, Vekselberg ha acquistato nove uova di Pasqua imperiali Fabergé dalla famiglia di editori Forbes a New York City. La collezione è stata trasportata in Russia ed esposta al Cremlino e a Ragusa di Dalmazia nel 2007. Vekselberg è l'unico più grande proprietario di uova Fabergé al mondo, possedendone quindici (nove Imperial, due Kelch e altre quattro uova Fabergé). In un documentario della BBC Four del 2013, Vekselberg ha rivelato di aver speso poco più di 100 milioni di dollari per acquistare le nove uova Fabergé Imperial dalla collezione Forbes. Afferma di non averli mai mostrati a casa sua, dicendo che li ha comprati perché sono importanti per la storia e la cultura russa, e credeva che fossero la migliore arte orafa del mondo. Nello stesso documentario della BBC, Vekselberg ha rivelato i piani per aprire un museo per mostrare le uova nella sua collezione.  Il risultato è stato il Museo Fabergé di San Pietroburgo, che ha avuto la cerimonia ufficiale di apertura il 19 novembre 2013.

### Lowell House Bells
Nel settembre 2006, Vekselberg ha pagato circa 1 milione di dollari di spese per il trasporto delle Lowell House Bells dall'Università di Harvard, negli Stati Uniti, nella loro posizione originale nel monastero di monastero di Danilov e per l'acquisto di campane sostitutive. Le storiche campane sono tornate a Mosca il 12 settembre 2008, con l'assistenza del direttore dell'organizzazione statunitense, Edward Mermelstein.

### Il nudo Odalisca e la causa con Christie's
Vekselberg ha pagato 1,7 milioni di sterline a un'asta di Christie's nel 2005 per Odalisca, un nudo che si dice sia opera dell'artista russo Boris Kustodiev. Tuttavia, subito dopo l'acquisto, gli esperti che lavorano per il fondo artistico di Vekselberg, Aurora, hanno iniziato a mettere in dubbio l'autenticità dell'immagine. Hanno affermato che la firma di Kustodiev, datata 1919, era stata fatta con pigmento a base di alluminio non disponibile fino a dopo la morte dell'artista nel 1927. Vekselberg ha citato in giudizio Christie's e il giudice ha stabilito nel luglio 2012 che aveva il diritto di recuperare 1,7 milioni di sterline che aveva pagato per il dipinto, inoltre Christie's è stata condannata a pagare circa 1 milione di sterline di spese.

## Vita privata
Vekselberg è sposato con Marina Dobrynina, direttrice della fondazione di beneficenza "Dobrii vek" (fondata nel 2002), che aiuta bambini e adulti con disturbi mentali. Entrambi hanno studiato all'Università Russa dei Trasporti e si sono incontrati durante un viaggio studentesco. La coppia ha due figli: una figlia, Irina, e un figlio, Alexandre. 
Suo padre è ebreo e sua madre cristiana. Si identifica come multinazionale e non frequenta la sinagoga o le funzioni religiose.
Amico di lunga data e socio in affari del miliardario britannico-americano e principale donatore del Partito Repubblicano Leonard Blavatnik, definisce come una tragedia personale l'essere stato messo sotto sanzioni dall'amministrazione del presidente Trump perché non è stato più in grado di visitare sua figlia e suo nipote a New York.